# Tmarus orientalis
Tmarus orientalis är en spindelart som beskrevs av Schenkel 1963. Tmarus orientalis ingår i släktet Tmarus och familjen krabbspindlar. Inga underarter finns listade i Catalogue of Life.